# Mezi zdmi
Mezi zdmi (v originále Entre les murs) je francouzský hraný film z roku 2008, který režíroval Laurent Cantet podle stejnojmenného románu Françoise Bégaudeaua. Snímek měl světovou premiéru 24. května 2008 na filmovém festivalu v Cannes, kde získal Zlatou palmu.

## Děj
François Marin je mladý učitel francouzštiny na základní škole s nepříliš vysokou reputací ve 20. pařížském obvodu. François musí občas při výuce překročit běžný akademický rámec, aby své žáky motivoval.

## Ocenění
| François Bégaudeau    | François Marin    |
| Burak Ozyilmaz        | Burak, žák        |
| Boubacar Toure        | Boubacar, žák     |
| Carl Nanor            | Carl, žák         |
| Louise Grinberg       | Louise, žákyně    |
| Esmeralda Ouertani    | Esmeralda, žákyně |
| Franck Keïta          | Souleymane, žák   |
| Henriette Kasaruhanda | Henriette, žák    |
| Jean-Michel Simonet   | ředitel školy     |
| Rachel Régulier       | Khoumba, žák      |
| Rabah Naït Oufella    | Rabah             |